# Парижка мирна конференция
 Тази статия е за договора от 1919 г..  За договора от 1947 г. вижте Парижки мирен договор (1947).  За други значения вижте Парижки мирен договор (пояснение).
Парижката мирна конференция е свикана във Версай, Париж, на 18 януари 1919 година след края на Първата световна война. Председател е Жорж Клемансо. Участват американският президент Удроу Уилсън, английският министър-председател Лойд Джордж и италианският министър-председател Виторио Орландо. Датата не е избрана случайно – през 1871 година в същата зала е провъзгласено обединението на Германия.
На конференцията се разглеждат мирните договори със страните, загубили войната – Германия, Царство България, Австро-Унгария и Османската империя. Сключени са следните договори:
- Версайски договор – с Германия
- Сен-Жерменски договор – с Австрия
- Ньойски договор – с България
- Трианонски договор – с Унгария
- Севърски договор – с Османската империя

Конференцията приключва през 1920 година, като налага тежки условия на победените.
С оглед избягването на бъдещи международни конфликти се обсъжда устройството на света след войната и е създадено Обществото на народите, чийто устав е подписан от 44 държави на 28 юни 1919 г. Това са 27-те държави победителки във войната, доминионите на Великобритания Канада, Австралия, Нова Зеландия и Южна Африка, както и Британска Индия. Към ОН се присъединяват и 13 специално поканени неутрални държави. Няколко месеца след създаването на Обществото се присъединяват България и Австрия (1920). Въпреки това новата организация не успява да наложи стабилен световен ред. По-късно това ще доведе до избухването на Втората световна война.